# Польцо (Нижегородская область)
Польцо — село в Вачском районе Нижегородской области. Входит в Арефинский сельсовет.
В селе бьёт источник «Двенадцать апостолов» — по легенде эти края посещали ученики Христа, и когда они шли, у родника в овраге утолили жажду. С тех пор вода здесь приобрела удивительные свойства[какие?].
В селе Польцо находится Церковь Троицы Живоначальной, построенная в 1887 году.

## История
Деревня Польцо впервые упоминается в окладных книгах Рязанской епархии 1676 года в составе Зяблицкого прихода, в ней было 34 дворов крестьянских и 1 бобыльский.
В конце XIX — начале XX века деревня входила в состав Арефинской волости Муромского уезда Владимирской губернии. В 1859 году в деревне числилось 85 дворов, в 1905 году — 161 дворов, в 1926 году — 268 дворов.
С 1929 года деревня являлась центром Польцовского сельсовета Вачского района Горьковского края, с 1936 года — в составе Горьковской области, с 1954 года — в составе Талынского сельсовета, с 1960 года — в составе Епифановского сельсовета, с 2009 года — в составе Арефинского сельсовета.
В центре села находится Церковь Троицы Живоначальной. Каменная церковь была построена на возвышенном месте в 1887 году с тремя престолами: во имя Живоначальной Троицы (главный престол), во имя св. Николая Чудотворца, во имя св. пророка Осии. Средства на постройку предоставили купец Родион Гаврилович Быков, общество жителей деревни Польцо и частные благотворители. Храм хорошо был обустроен, снабжен в полном достатке иконами, церковными книгами и всей необходимой церковной утварью. Последним священником был Константин Васильевич Лебедев, которого арестовали 18 ноября 1937 года за "антисоветскую агитацию". Он был расстрелян 26 декабря 1937 года. В годы Советской власти церковь была закрыта; все церковное убранство было растащено. В настоящее время Церковь Троицы Живоначальной на частичной реконструкции; церковь действует, в ней проходят службы.
Рядом с церковью установлен обелиск памяти погибшим в Великой Отечественной войне.

## Население
| 1859 | 1897  | 1905  | 1926  | 1999 | 2002 | 2010 |
| ---- | ----- | ----- | ----- | ---- | ---- | ---- |
| 727  | ↗1150 | ↘1130 | ↗1365 | ↘387 | ↘372 | ↘293 |